# Invalidendom

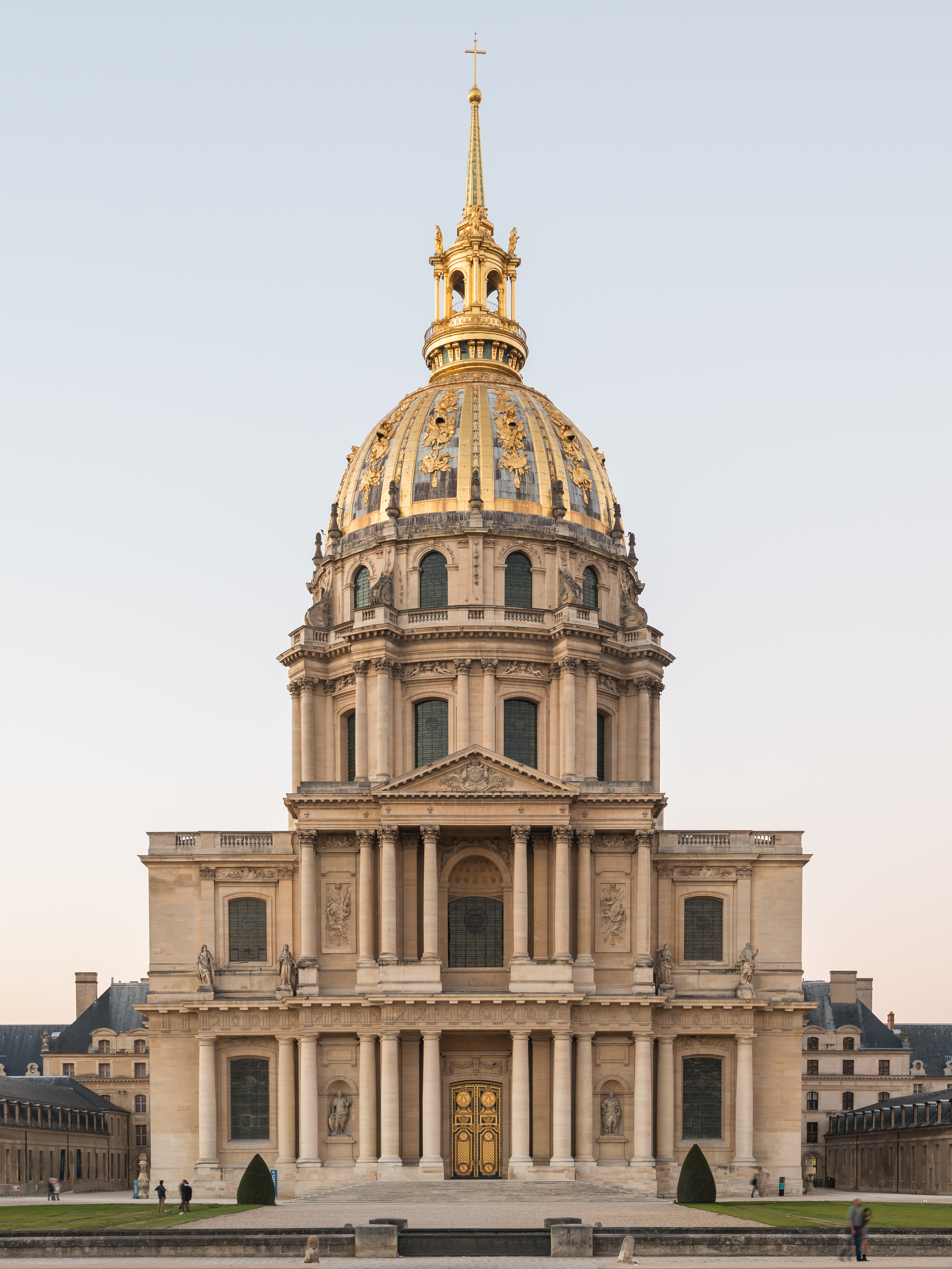
Invalidendom

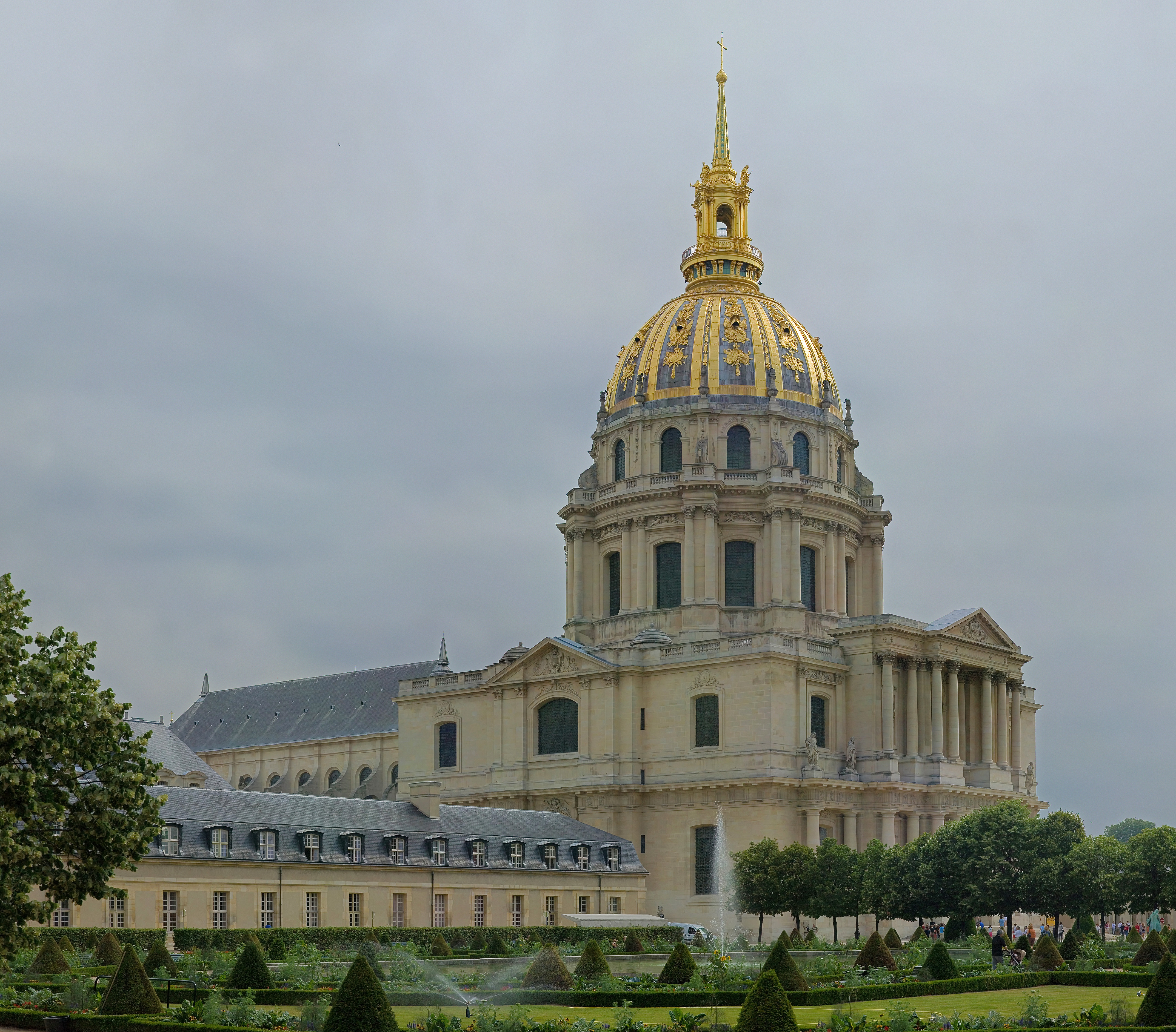
Invalidendom

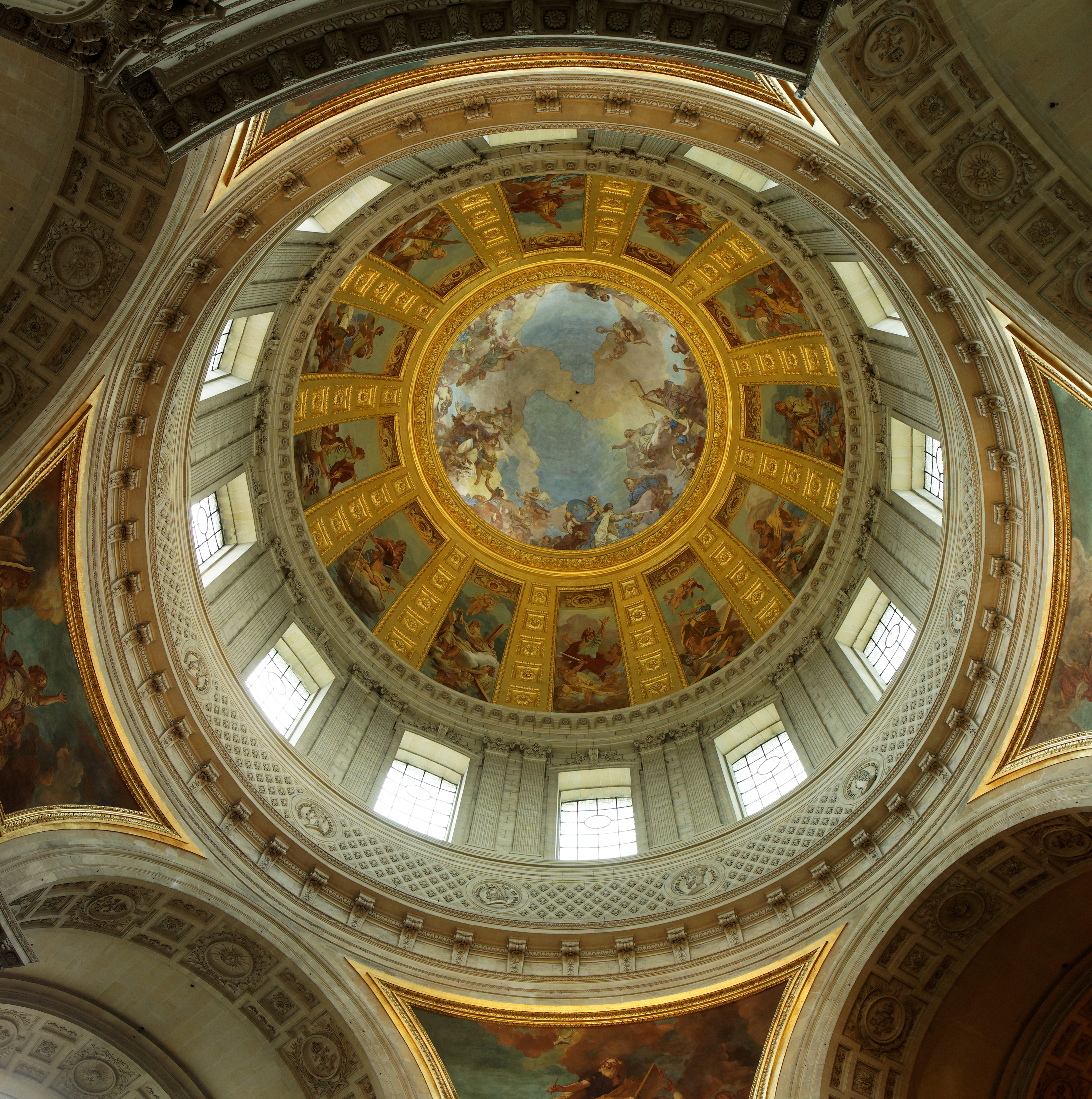
Blick in die Kuppel des Invalidendoms

Der Invalidendom (französisch Dôme des Invalides, Église du Dôme oder Chapelle royale des Invalides) ist ein Kuppelbau im 7. Arrondissement in Paris und ist Teil der Anlage des Hôtel des Invalides (Kriegsinvalidenheim). Er diente ursprünglich als Kirche, wurde aber 1840 zur Grabstätte für Kaiser Napoleon I. umgebaut.

## Geschichte und Beschreibung
Der deutsche Name „Invalidendom“ für die Église du Dôme des Invalides ist ein „falscher Freund“. Die Bezeichnung Dom weist in diesem Fall nämlich nicht auf eine Kathedrale hin (Sitz des Militärbischofs ist die benachbarte Cathédrale Saint-Louis-des-Invalides), sondern kommt von dem französischen Wort „dôme“, was „Kuppel“ bedeutet.
Die Église du Dôme des Invalides wurde von 1679 bis 1708 unter der ursprünglichen Bezeichnung Chapelle royale des Invalides nach Plänen von Jules Hardouin-Mansart im klassizistischen Barockstil errichtet und dem heiligen Ludwig geweiht. Sie ist Teil des Hôtel des Invalides, das König Ludwig XIV. zur Aufnahme und Versorgung von Kriegsversehrten in Auftrag gegeben hatte.
Bei der Planung musste der Umstand bedacht werden, dass die religiöse Feier des militärischen Ruhmes zwei Kirchen brauchte – eine für die Bewohner und eine für die Besucher. Das Hôtel Royal des Invalides sollte nicht nur Veteranenunterkunft werden, sondern Ludwig XIV. wollte eine Heldengedenkstätte errichten; die Ausmaße der dazugehörigen Kirche mussten entsprechend groß sein, um u. a. auch größere Besuchergruppen aufnehmen zu können. Die Lösung, die schließlich gefunden wurde, bestand darin, die als Zentralbau  gestaltete Église du Dôme des Invalides als Kirche für die Besucher und die als Longitudinalbau gestaltete Cathédrale Saint-Louis-des-Invalides als Kirche für die Bewohner des Invalidenheims direkt aneinander zu stellen. Auf diese Weise stellen sie zwar getrennte Einheiten dar, gehören aber baulich doch zusammen. In der Trennwand hinter dem Hochaltar der Cathédrale Saint-Louis-des-Invalides befindet sich ein großes Fenster zur Église du Dôme des Invalides, das beide Kirchenräume gleichsam geistig verbindet. Ursprünglich war die Kirche für die Bewohner des Invalidenheims als choeur des pensionnaires („Chor der Invaliden“) eine Bauidee, die auf die Mönchschöre frühneuzeitlicher Klosterkirchen zurückgeht. Von ihrer Eglise des soldats („Soldatenkirche“) aus verfolgten die Heiminsassen den Gottesdienst, das Betreten des Kuppelraumes der Église du Dôme des Invalides war ihnen untersagt.
Mehrere Indizien deuten darauf hin, dass Ludwig XIV. die Kuppelkirche der Église du Dôme des Invalides zunächst als sein Mausoleum geplant hat. Sie wurde dann zu einer Art Königs- und Staatskirche, die im Sinne des Gallikanismus die Stellung des französischen Herrschers als Oberhaupt einer nationalen Kirche zum Ausdruck bringen sollte. Auch deshalb erinnert der Kirchenbau an die Peterskirche in Rom.
Die der Église du Dôme des Invalides wird von einer zweischaligen Kuppel überwölbt, die eine indirekte Beleuchtung des Kuppelbildes ermöglicht. In ihrem Inneren finden sich Bilder der französischen Könige und der Apostel. Der untere Kirchenraum des Zentralbaus und der Anbau für die Invaliden waren bereits 1679 vollendet, die Kuppel erst 1690 durch Robert de Cotte und Pierre Lassurance. Hardouin-Mansart war ursprünglich nicht als Baumeister vorgesehen, da die Bauleitung des Heims in Händen von Libéral Bruant lag, der auch die Kirche hatte errichten sollen, bei ihr jedoch an seine Grenzen stieß.
Hardouin-Mansarts Onkel war der berühmte François Mansart, der 1665 den Entwurf eines Mausoleums des bourbonischen Königshauses an der Abteikirche Saint-Denis bei Paris vorgelegt hat. Dieser Entwurf zeigt bereits die wesentlichen Baugedanken des Invalidendoms.
Ein Gesetz vom 10. Juni 1840 ordnete den Umbau des Gebäudes zum Grabmal Napoleons an.
Im Zweiten Weltkrieg – der Invalidendom diente der Wehrmacht als Kaserne – versteckten sich teilweise monatelang US-amerikanische, kanadische und britische Piloten sowie Mitglieder der Résistance in der Kuppel, die von der „Kaninchenmutti“ Madame Mourin versorgt wurden. So entkamen etwa 100 Personen den deutschen Besatzern. 1944 meldete ein Nachbar den Deutschen das Versteck, woraufhin die Widerstandsgruppe aufgelöst wurde.
Im Juli 1989 wurde Marie-Madeleine Fourcade nach ihrem Tod als erster Frau überhaupt die letzte Ehre (Trauerzeremonie) im Invalidendom erwiesen, obwohl sie anschließend auf dem Père-Lachaise beigesetzt wurde.

## Der Invalidendom als Grabstätte

### Krypta Napoleon Bonapartes

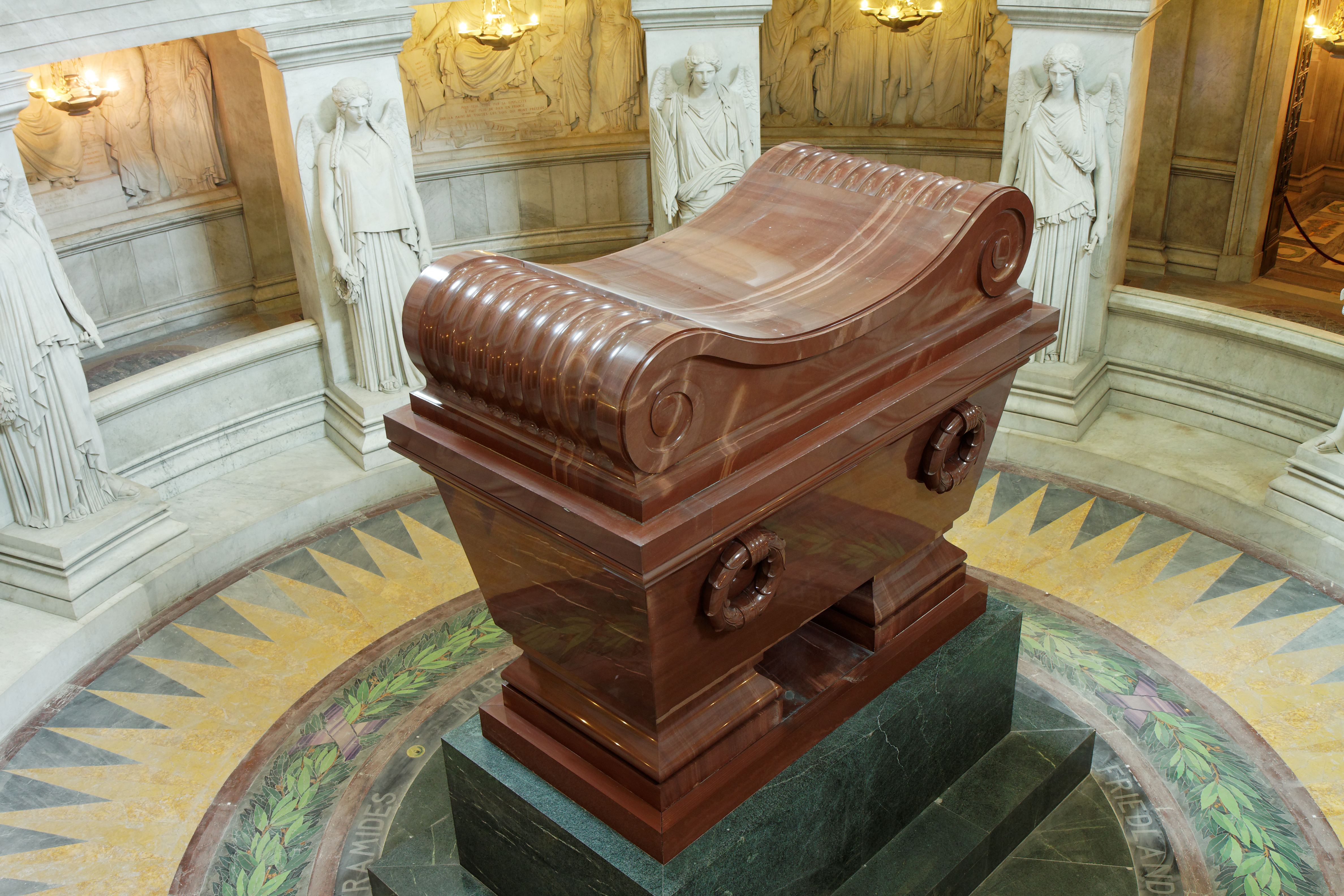
Die Krypta Napoleons im Invalidendom

Napoleons ausdrücklichem Willen, „an den Ufern der Seine“ bestattet zu werden, wurde erst 1840, 19 Jahre nach seinem Tod auf St. Helena, stattgegeben. In diesem Jahr erhielt die französische Julimonarchie nach langwierigen Verhandlungen mit Großbritannien die Erlaubnis, den Leichnam des Kaisers aus der britischen Besitzung nach Frankreich zu überführen. König Louis-Philippe hatte allerdings kein Interesse daran, den Kaiser − wie von diesem zu seinen Regierungszeiten geplant − in der Hilduingruft der Kathedrale von Saint-Denis neben den Königen der kapetingischen Dynastien beisetzen zu lassen. Der Sarg wurde am 15. Dezember 1840 in der Chapelle Saint-Jérôme, einer Seitenkapelle des Invalidendoms, beigesetzt und konnte nach der Aushebung und Ausschmückung der Krypta, die sich zwanzig Jahre hinschleppte, schließlich am 2. April 1861 in den Sarkophag im Untergeschoss eingelassen werden. Zu diesem Zeitpunkt hatte sein Neffe Napoleon III. bereits das Zweite Kaiserreich errichtet und 1860 seinen Onkel Jérôme Bonaparte im Dom bestatten lassen. Die nach den Entwürfen von Louis Visconti (1791–1853) gebaute, nach oben geöffnete Krypta befindet sich exakt unter der Kuppel. Der in ihrer Mitte aufgestellte gewaltige Sarkophag aus Schokscha-Quarzit (von Schokschinsk am Onegasee) enthält fünf ineinander geschachtelte Särge.
Die Treppe zur Krypta Napoleons befindet sich hinter dem ebenfalls von Visconti entworfenem Hauptaltar, der die Gestalt des Vorgängers aus dem 17. Jahrhundert aufgreift. Historische Reliefs zeigen die Überführung des Leichnams nach Paris. Ein unterer Umgang um den nicht öffentlich zugänglichen Sarkophag öffnet sich zur Mitte in einer Pfeilerstellung, wobei den zwölf Pfeilern trauernde Viktorien vorgestellt sind. Sie stehen für die großen militärischen Siege, deren Namen eingemeißelt sind: Rivoli, die Pyramiden, Marengo, Austerlitz, Jena, Wagram, Friedland und Moskau. Marmorreliefs an den Wänden zeigen in antikisierender Manier die Taten und Leistungen des Verstorbenen.

### Weitere Gräber

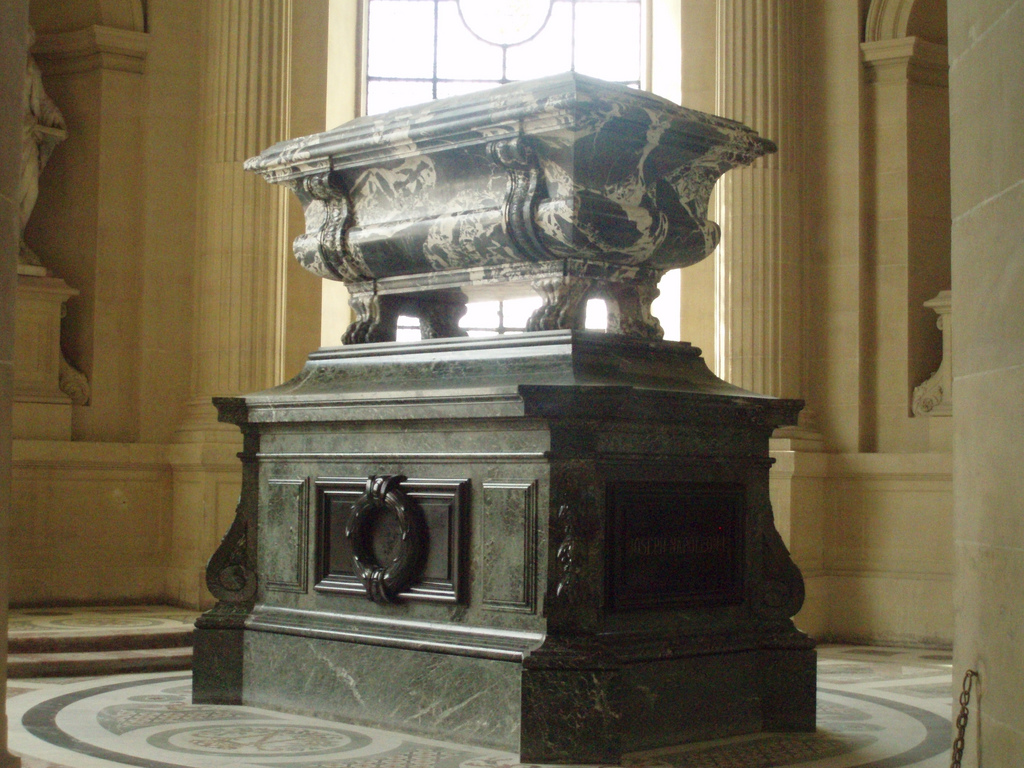
Sarkophag von Joseph Bonaparte

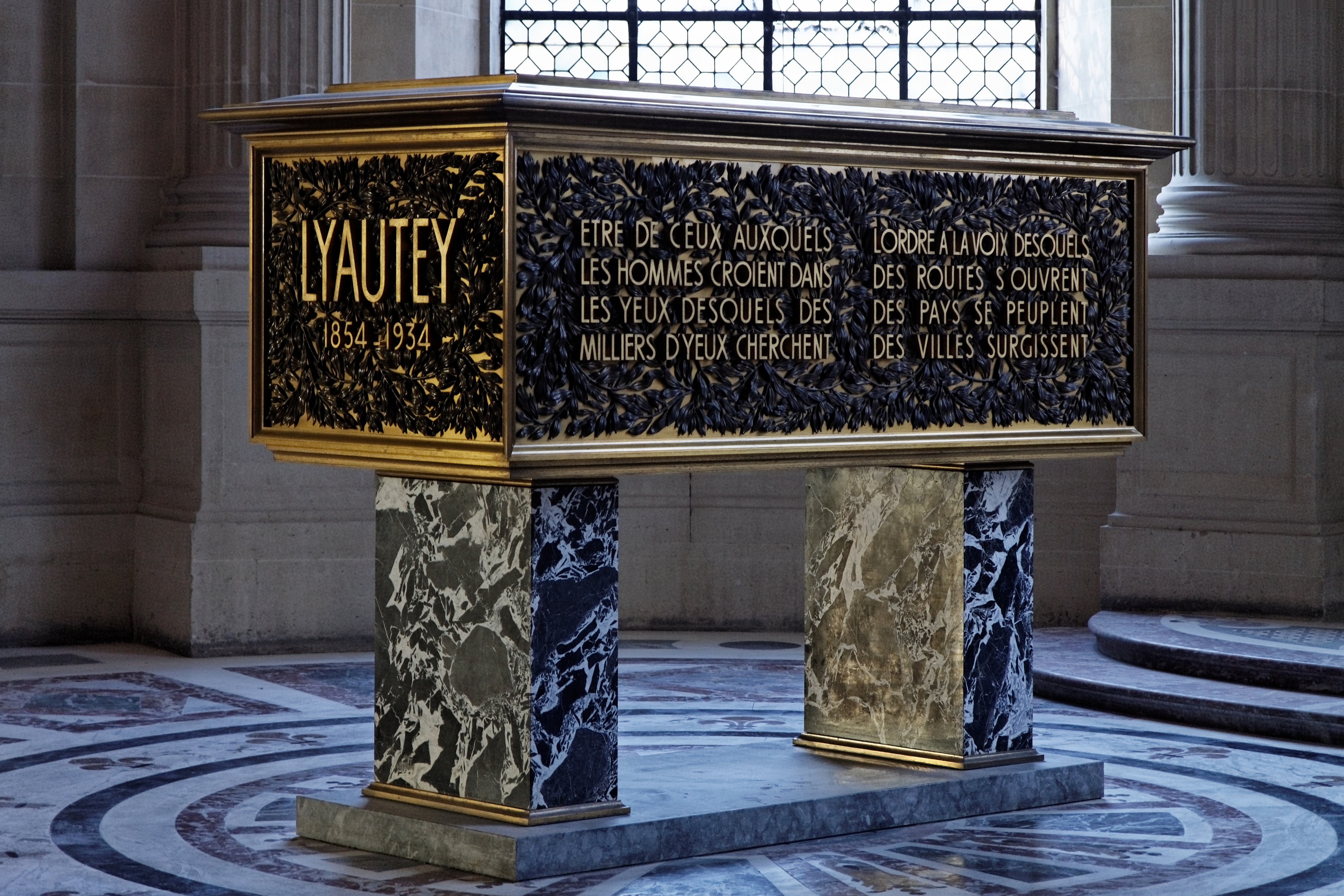
Sarkophag von Hubert Lyautey

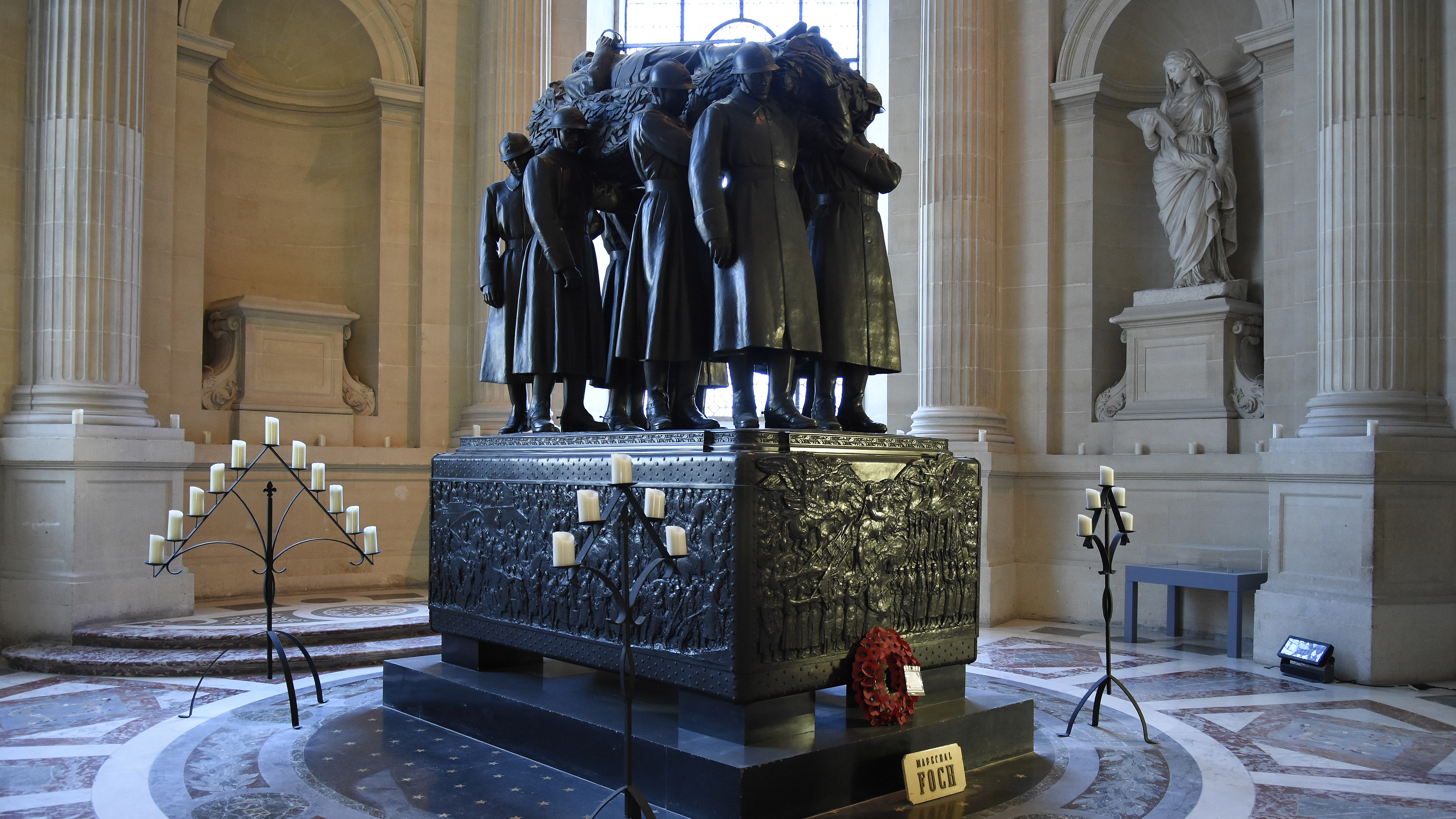
Sarkophag von Ferdinand Foch

Unter der Kuppel des Invalidendoms wurden, an der Seite Napoleons, einige weitere berühmte militärische Persönlichkeiten Frankreichs bestattet. Ihre sterblichen Überreste liegen in monumentalen Grabmälern im Erdgeschoss des Invalidendoms, welche  rings um die Krypta Napoleons angeordnet sind. Lediglich das Grab von Napoleon Franz Bonaparte befindet sich seit 1969 im Untergeschoss des Invalidendoms. Weitere verdienstvolle Admirale und Generale sind im Grabgewölbe Caveau des Gouverneurs der benachbarten Cathédrale Saint-Louis-des-Invalides beigesetzt (siehe dort). In der Église du Dôme des Invalides befinden sich die Grabstätten von:
- Henri-Gatien Bertrand, General
- Jérôme Bonaparte, Bruder Napoleons, König von Westphalen
- Katharina, Königin von Westphalen (Herzbestattung)
- Joseph Bonaparte, Bruder Napoleons, König von Neapel
- Géraud Christophe Michel Duroc, duc de Frioul, General
- Ferdinand Foch, Marschall von Frankreich
- Hubert Lyautey, Marschall von Frankreich
- Henri de La Tour d’Auvergne, vicomte de Turenne, Marschall von Frankreich
- Sébastien Le Prestre de Vauban (Herzbestattung)
- Napoleon Franz Bonaparte, Sohn Napoleons. Der 1832 in Wien verstorbene Prinz war ursprünglich neben seiner Mutter in der dortigen Kapuzinergruft bestattet. 1940 wurde sein Leichnam auf Anordnung Hitlers nach Paris an die Seite seines Vaters überführt.

Auch wurden im Invalidendom die Namen der drei Offiziere eingemeißelt, welche die Fremdenlegion in der Schlacht von Camerone anführten.
Der Marschall Jean de Lattre de Tassigny ruht nicht im Hôtel des Invalides, sondern in seinem Geburtsort Mouilleron-en-Pareds (Département Vendée). Anlässlich des 50. Todestages des Marschalls enthüllte der französische Staatspräsident Jacques Chirac im Januar 2002 eine Ehrentafel in der sich anschließenden Cathédrale Saint-Louis-des-Invalides.

## Galerie

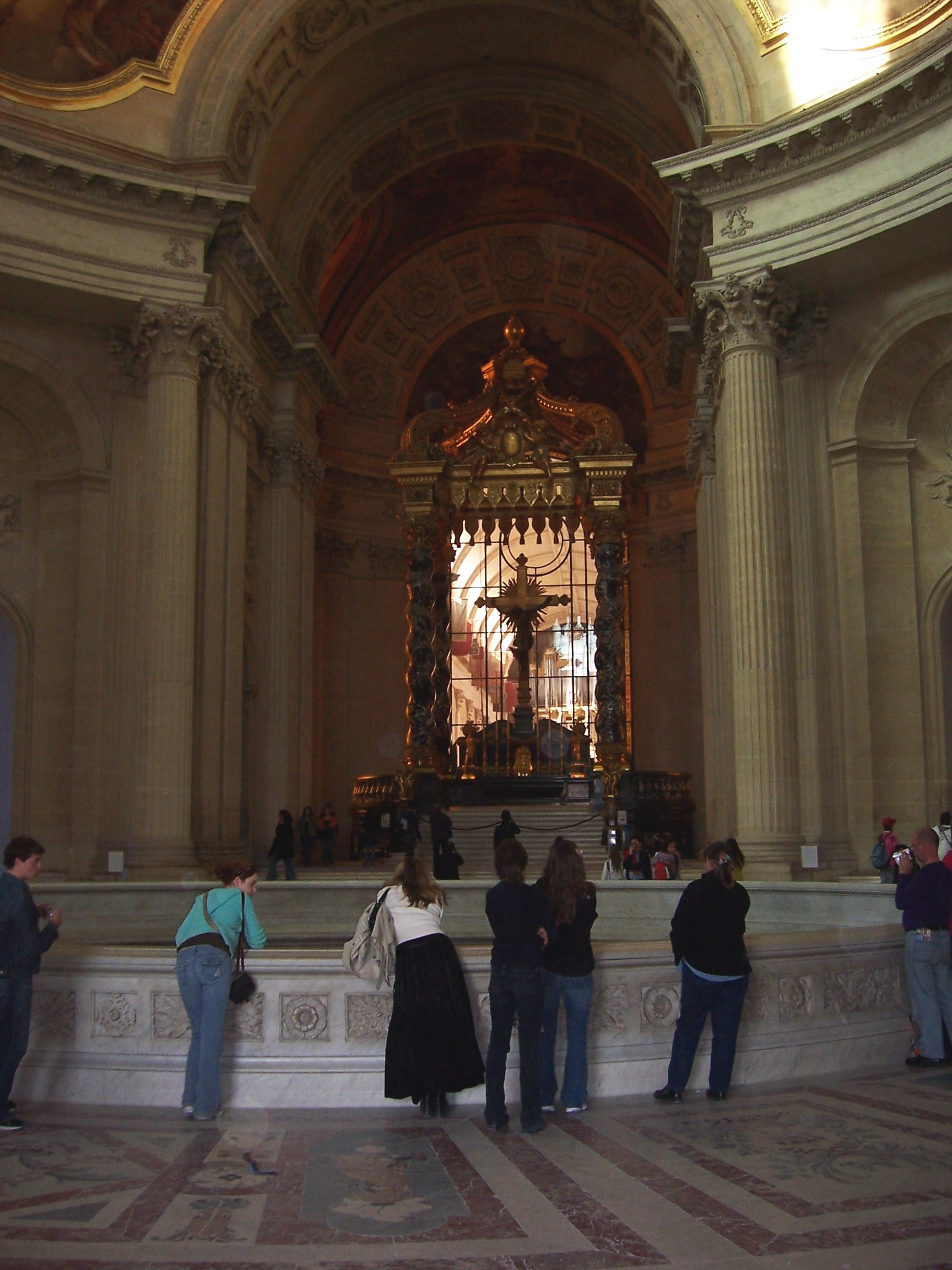
Blick auf den Altar
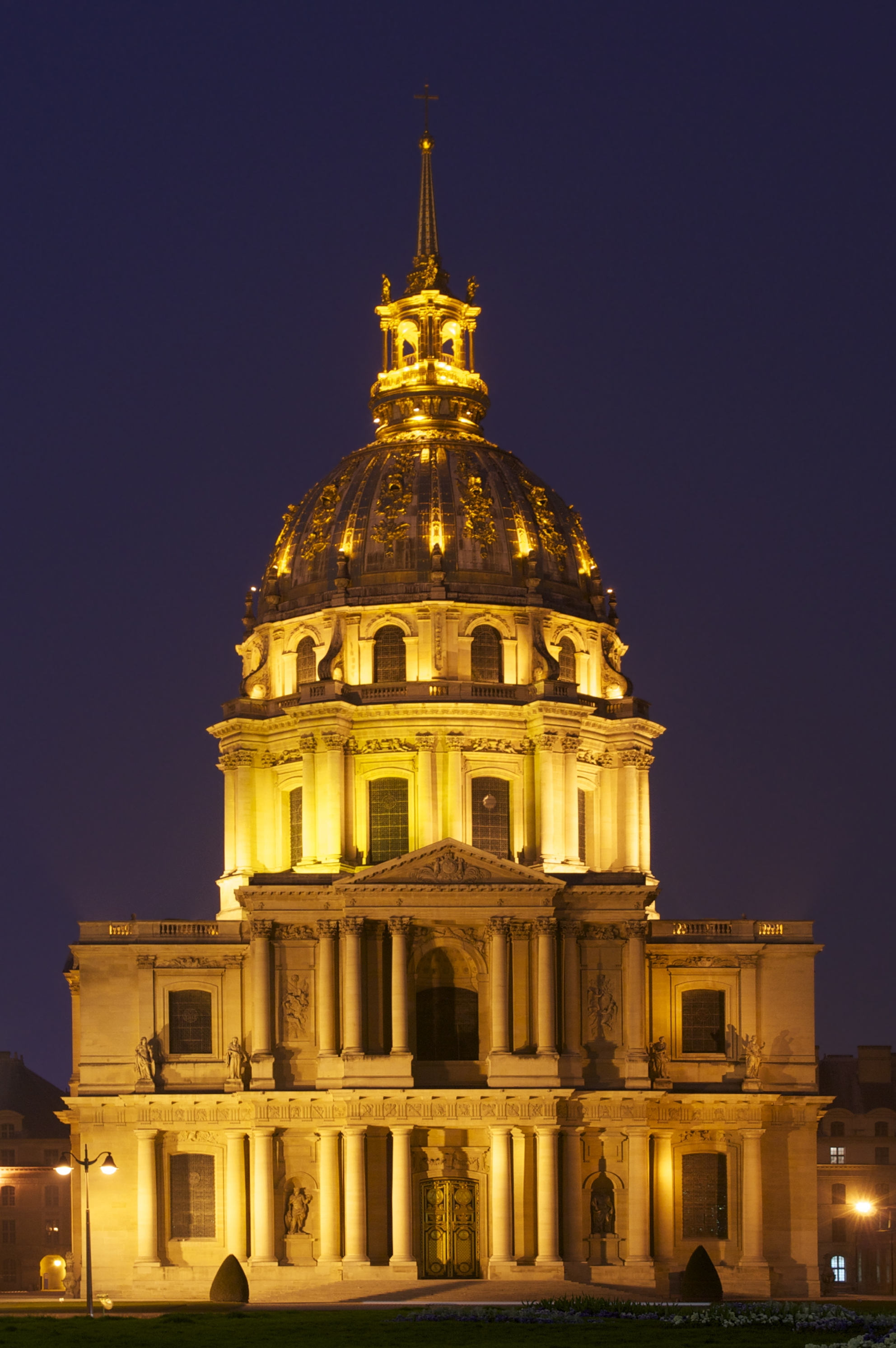
Invalidendom bei Nacht
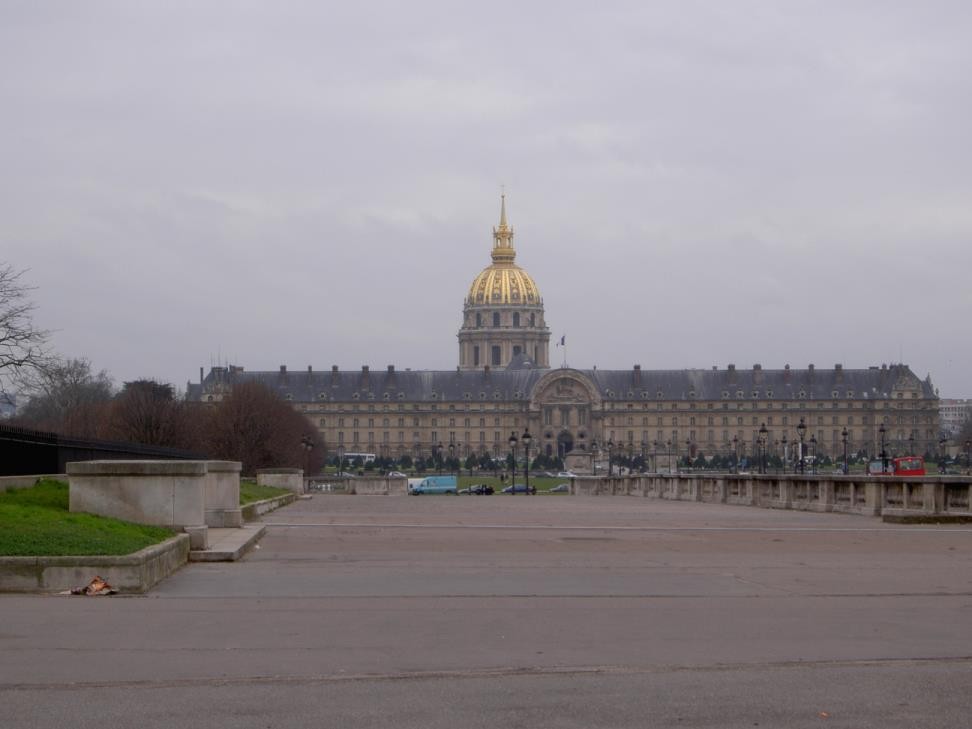
Blick von der Seine
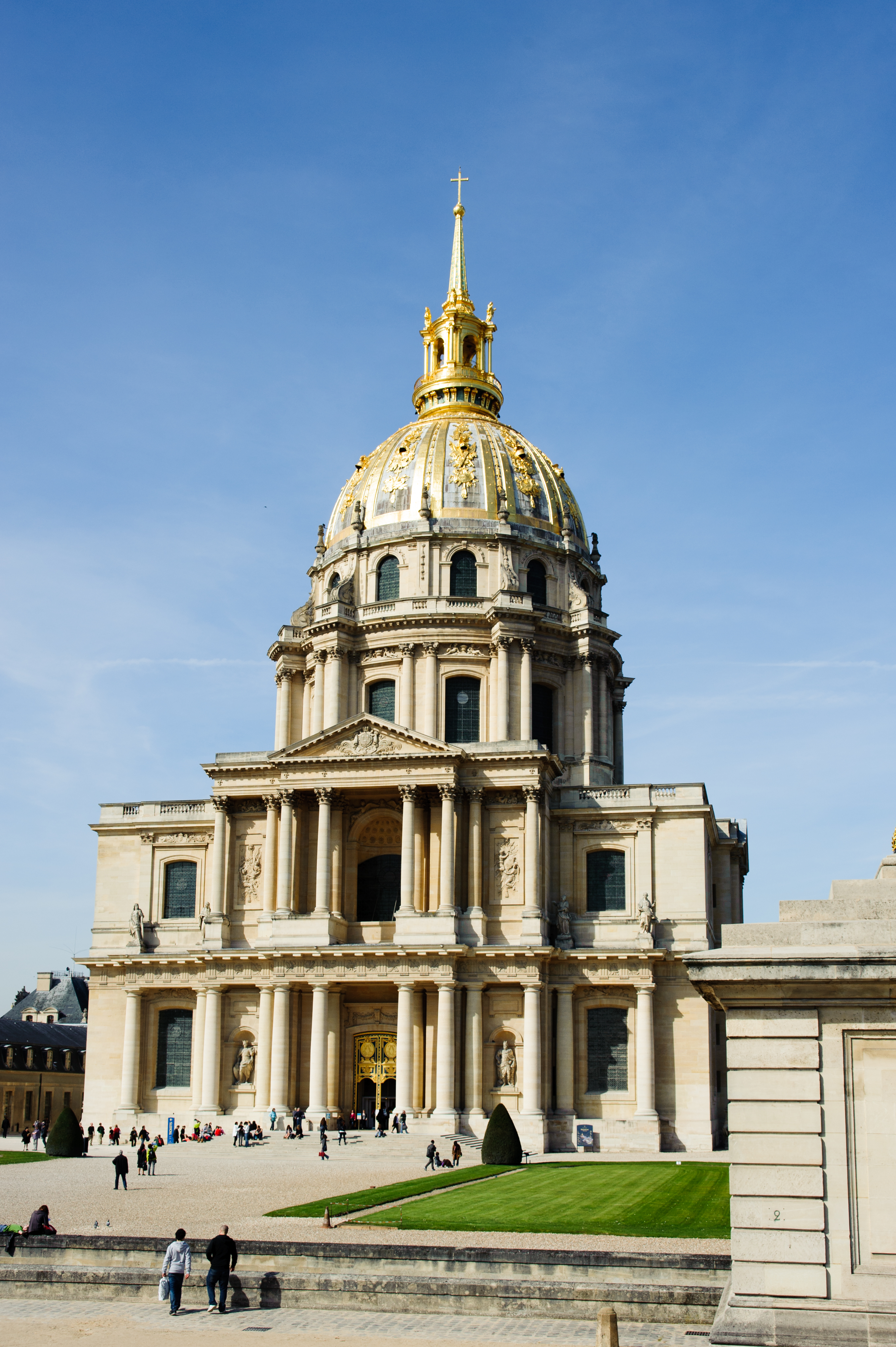
Von Süden
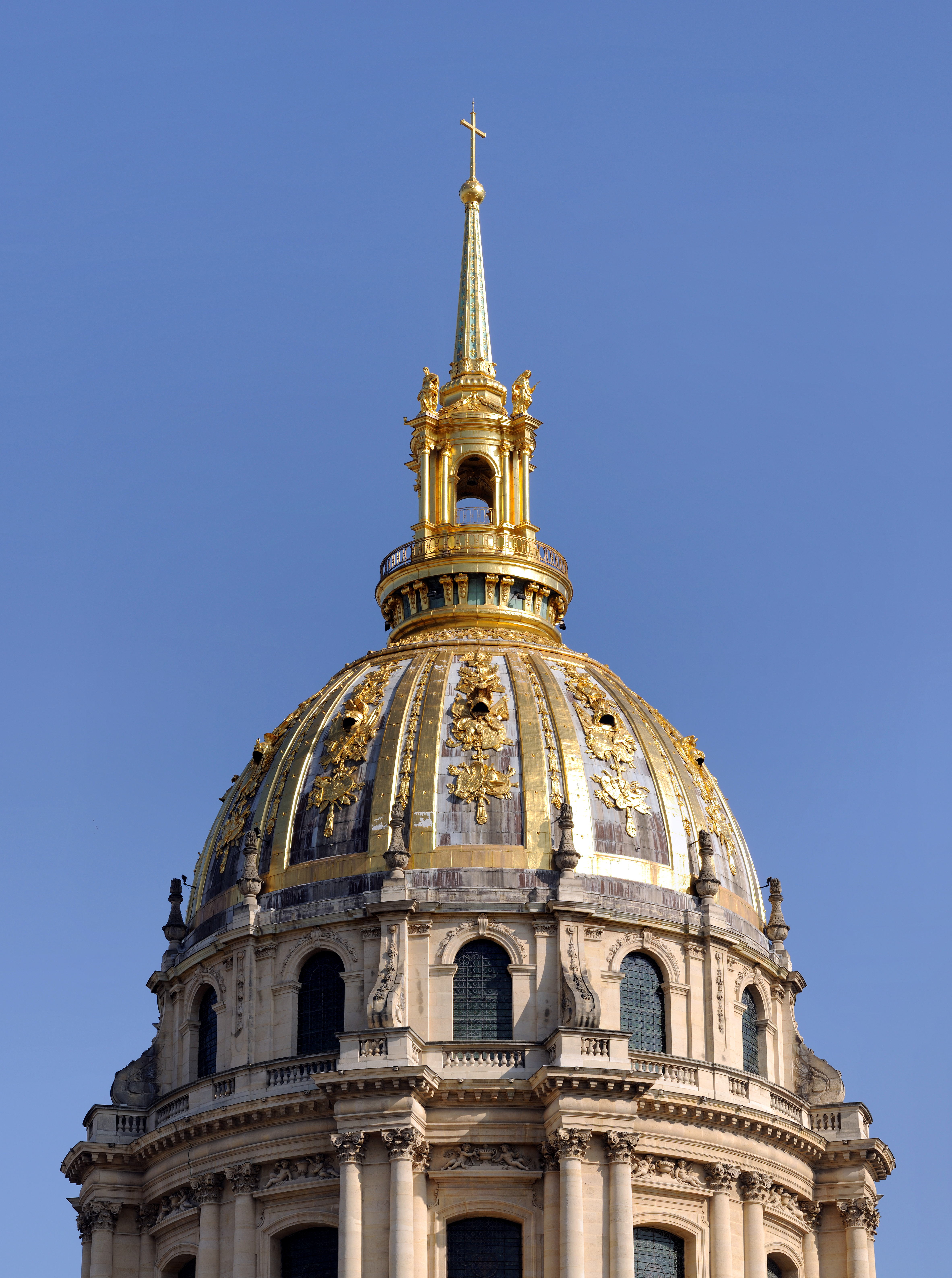
Kuppel
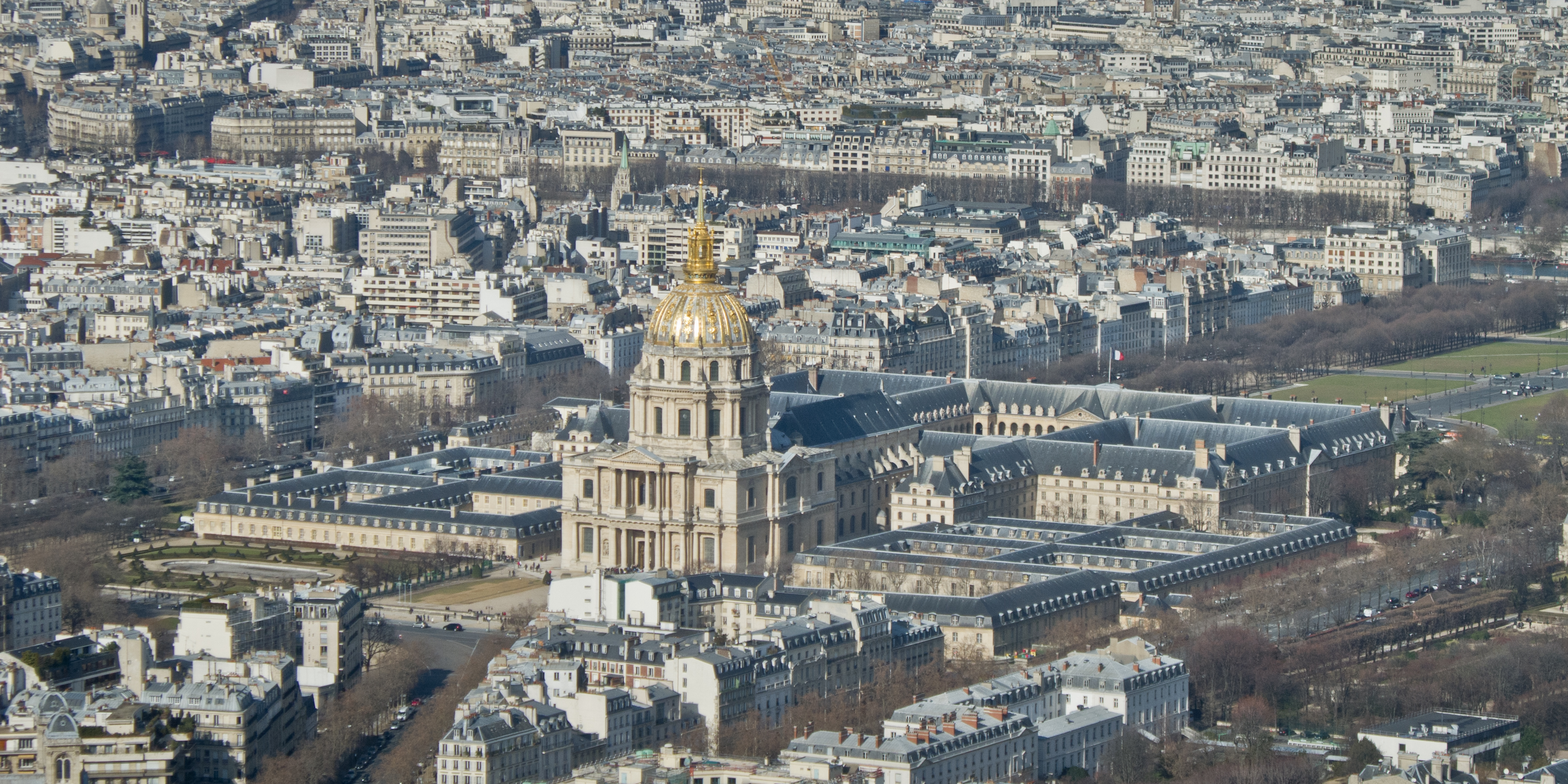
Blick vom Montparnasse-Turm
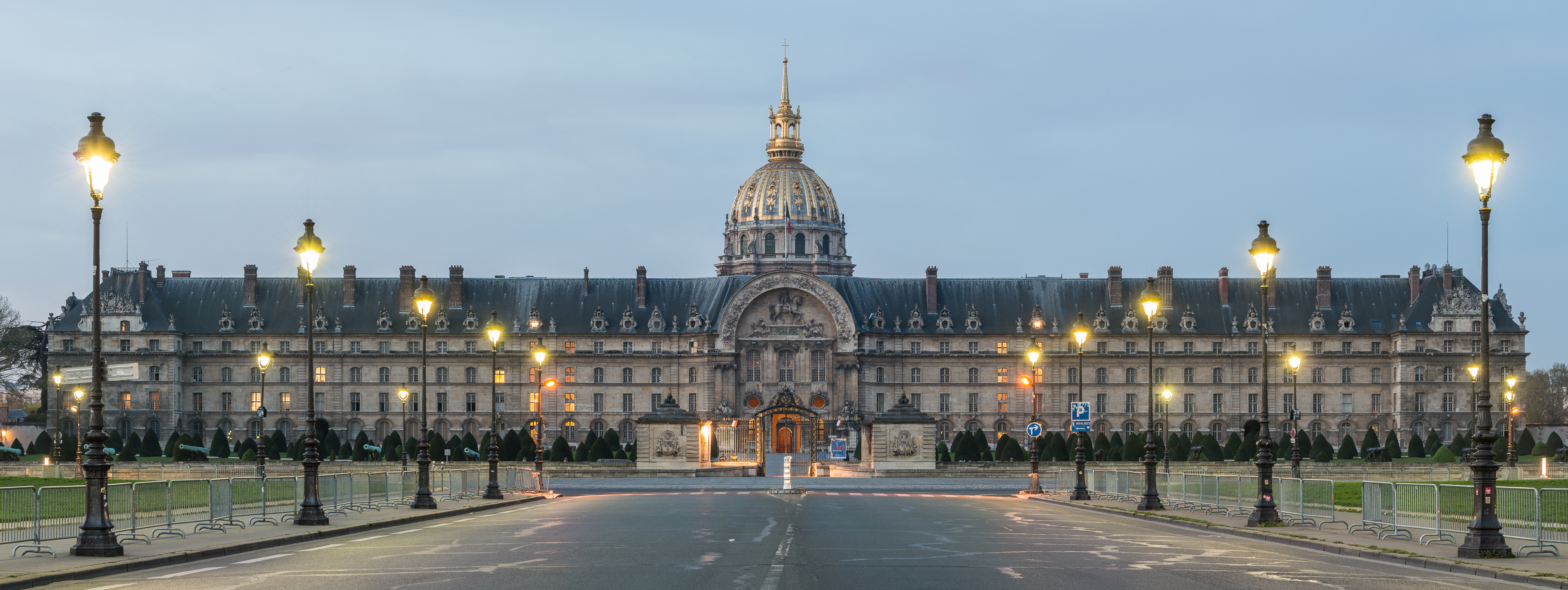
Nordfassade